# Euonymus huangii
Euonymus huangii är en benvedsväxtart som beskrevs av H.Y.Li och Yuen P.Yang. Euonymus huangii ingår i släktet Euonymus och familjen Celastraceae. Inga underarter finns listade.